# Walter Schütz (Politiker, 1884)
Walter Schütz (* 1884 in Langwethen, Ostpreußen; † 23. Januar 1945 in Düsseldorf) war ein deutscher Politiker (DVP).

## Leben
Walter Schütz war eines von vier Kindern des Ehepaars Alfred und Louise Schütz. Während seines Studiums wurde er 1907 Mitglied der Burschenschaft Cimbria Berlin (1907) und der Burschenschaft Arminia auf dem Burgkeller. Er engagierte sich ab 1919 in der Deutschen Volkspartei (DVP), deren Reichsgeschäftsstelle er in den Anfangsjahren der Weimarer Republik leitete. Anschließend wurde er Generalsekretär des Landesverbandes der Partei in Westfalen-Süd. Nach dem Tod von Gustav Stresemann im Jahr 1929 entwickelten er und der Vorsitzende des Landesverbandes Westfalen-Süd Otto Hembeck sich zu zwei der wichtigsten Anführer der parteiinternen Opposition zum Kurs der neuen Führung der Partei unter Stresemanns Nachfolger Eduard Dingeldey. Im Februar 1932 verließen Schütz und Hembeck schließlich die DVP und schlossen sich der DNVP an. Nach 1933 stand Schütz dem zum Nationalsozialismus in Opposition stehenden Kreis um Edgar Julius Jung nahe. Am 23. Januar 1945 starb Walter Schütz in einem Düsseldorfer Luftschutzkeller an einem Lungenenriss.